# 主要非北約盟友
主要非北約盟友（英語：Major non-NATO ally，簡稱MNNA）是指一系列美國政府指定與美軍有戰略合作關係但不是北大西洋公約組織的成員。主要非北約盟友不一定與美國有相互防禦條約，但其成員皆獲美國授予了一般非北約國家無法獲得的各種軍事和金融優勢。

## 歷史
主要非北約盟友的狀態首先在1987年創立。國會在該年通過了桑姆·努恩修正案，美國法典將在美國法典第10卷（軍隊）加入2350a段，納入「MNNA」。該段規定美國國防部部長在得到美國國務卿同意下可對非北約盟友進行合作研究開發。最初的主要非北約盟友包括澳大利亞、埃及、以色列、日本及南韓。
1996年，根據美國法典在第22卷（外交）加入2321k段（又稱1961年外援法案517段），主要非北約盟友將獲得額外的軍事和金融援助，非北約盟友可享有北約成員武器輸出控制法案的豁免權。同時，該法案亦授權美國總統在通知國會後30天內將一個國家指定為主要非北約盟友。法案生效時，法令指定了前述五個國家為主要非北約盟友，同時加入了約旦和紐西蘭。
美國－紐西蘭戰略與軍事合作關係在1984年太平洋安全保障條約後破裂，導火線是紐西蘭禁止核武器船隻進入其水域。紐西蘭獲指定為非北約盟友也反映了兩國關係緩和。2012年6月紐西蘭與北約簽訂了合作協定，進一步強化和鞏固與北約的關係。
美國國會在2002年9月30日頒佈了2003年財政年度外交授權法案，要求將台灣視為事實上的非北約盟友。儘管布什政府對於國會越過總統的外交權限存在一些疑慮，但其仍在2003年8月29日向國會提交信件，將台灣視為事實上的非北約盟友。
2014年，美國國會通過了將非北約盟友地位頒予格魯吉亞、摩爾多瓦和烏克蘭，然而总统尚未指定这三国。而在2015年5月，美國總統巴拉克·奧巴馬在時任突尼西亞總統貝吉·凱德·埃塞卜西訪問白宮時宣佈將突尼西亞視為非北約盟友。
指定某些國家為非北約盟友經常受到政治家和學者的爭議。美國傳統基金會外交政策研究主任Luke Coffey在2012年11月發表報告，指出阿根廷不再匹配非北約盟友的狀態。時任基什內爾政府期間一直存在經濟困難和反美主義。2017年6月，美國眾議員泰德·波伊（德克薩斯州共和黨籍議員）以及瑞克·諾蘭（明尼蘇達州民主黨籍議員）提出3000號眾議院議案，要求撤消巴基斯坦的非北約盟友地位，理由是反恐政策不足、為奧薩馬·本·拉登提供庇護以及巴基斯坦支援塔利班組織。2023年1月，聯邦眾議員安迪·比格斯再次提出要将巴基斯坦除名，但因此地位由总统指定，所以尚未通过。
2024年，美國總統拜登宣佈把肯亞指定為主要非北約盟友，屬撒哈拉以南首個獲指定為主要非北約盟友的國家。

## 主要軍事合作夥伴

### 以色列作為主要戰略夥伴
2014年12月美國國會通過美以主要戰略夥伴法案。這個新分類比主要非北約盟友的分類更高層級，額外增加了防務、能源的支援，以及加強商業和學術合作。該法案還要求美國增加在以色列的戰爭儲備至18億美元。

### 印度作為主要防務夥伴
2016年，美國承認印度為「主要防務夥伴」，這發生在眾議院通過《印度國防技術和夥伴關係法》後不到一個月。這使得印度能夠購買與美國最親密的盟友和夥伴相提並論的更先進和更敏感的技術。美國與印度簽署了四項“基礎協定”。分别为2020年签署的《地理空间合作基本交流合作协议》、2018年签署的《通信兼容性和安全协议》、2016年的《后勤交换协议备忘录》和2002年签署的《軍事資訊安全合作協義》。
2019年6月，美國國會規定增強印度的戰略地位，儘管這並未將該國指定為主要非北約盟友
。 

## 非北約盟友列表
以下國家為美國指定的主要非北約盟友（按照指定日期排列）：

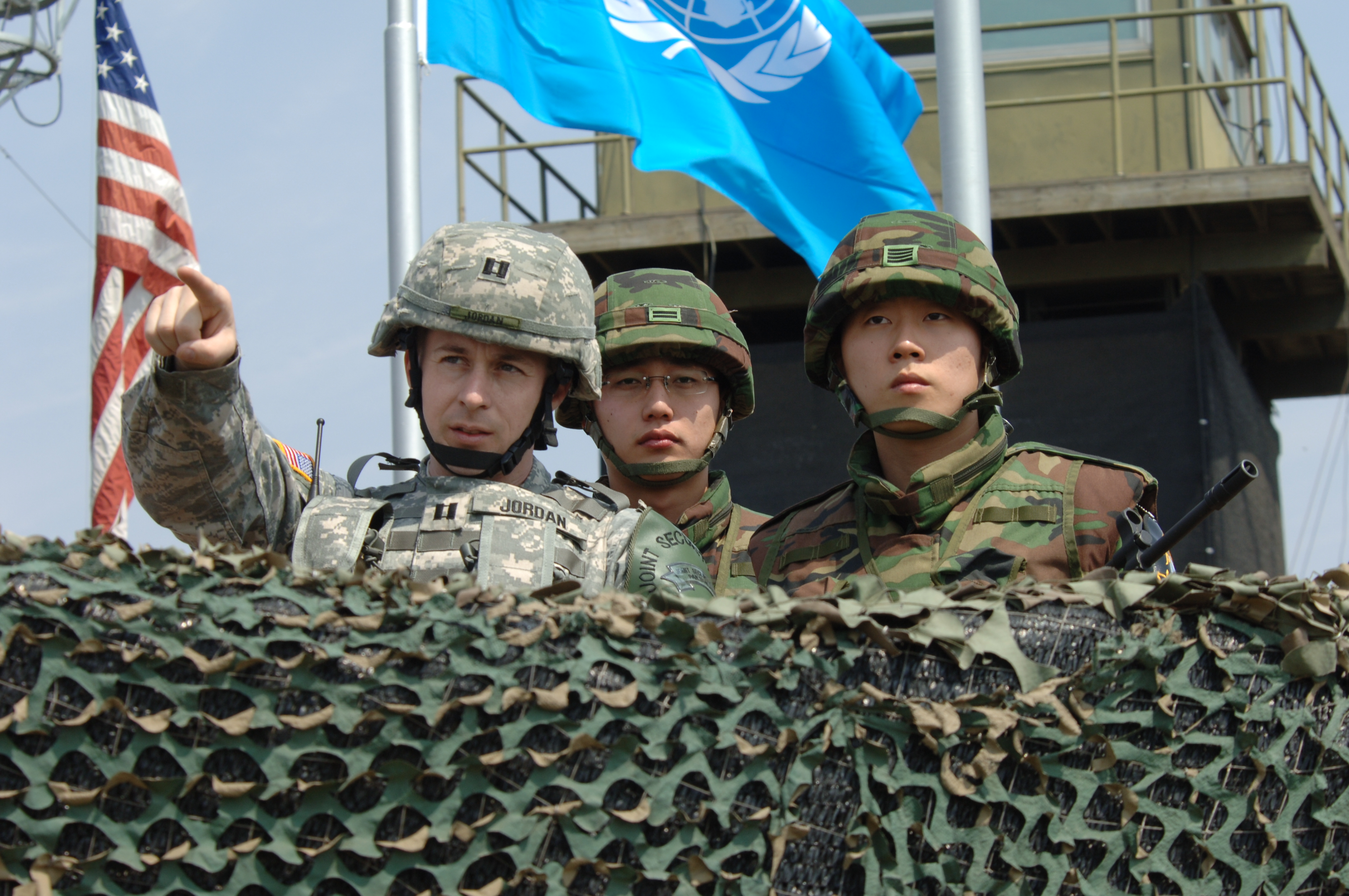
韓國軍人和美國軍官在2008年監視朝韓非軍事區。

| 總統           | 國家或地区     | 年份 | 註釋           |
| -------------- | -------------- | ---- | -------------- |
| 罗纳德·里根    |                | 1987 | [ 20 ]         |
| 罗纳德·里根    | 埃及           | 1987 | [ 20 ]         |
| 罗纳德·里根    | 以色列         | 1987 | [ 20 ]         |
| 罗纳德·里根    | 日本           | 1987 | [ 20 ]         |
| 罗纳德·里根    |                | 1987 | [ 20 ]         |
| 比尔·克林顿    | 约旦           | 1996 | [ 21 ]         |
| 比尔·克林顿    | 新西兰         | 1997 | [ 2 ]          |
| 比尔·克林顿    | 阿根廷         | 1998 | [ 22 ]         |
| 乔治·沃克·布什 | 巴林           | 2002 | [ 23 ]         |
| 乔治·沃克·布什 | 菲律賓         | 2003 | [ 24 ]         |
| 乔治·沃克·布什 | 泰國           | 2003 | [ 25 ]         |
| 乔治·沃克·布什 | 臺灣（事實上） | 2003 | [ 3 ] [ 註 3 ] |
| 乔治·沃克·布什 | 科威特         | 2004 | [ 29 ]         |
| 乔治·沃克·布什 | 摩洛哥         | 2004 | [ 30 ]         |
| 乔治·沃克·布什 | 巴基斯坦       | 2004 | [ 31 ]         |
| 贝拉克·奥巴马  | 突尼西亞       | 2015 | [ 32 ]         |
| 唐納·川普      | 巴西           | 2019 | [ 33 ] [ 34 ]  |
| 乔·拜登        |                | 2022 | [ 35 ] [ 36 ]  |
| 乔·拜登        | 哥伦比亚       | 2022 | [ 37 ]         |
| 乔·拜登        |                | 2024 | [ 38 ] [ 9 ]   |

### 前主要非北約盟友
- 阿富汗（2012年－2021年）[註 4]

## 其他計劃中的非北約盟友
同時有其他計劃加入主要非北約盟友的國家。例如2014年克里米亞危機後，國會計劃指定烏克蘭、摩爾多瓦以及格鲁吉亚為主要非北約盟友。2015年大衛營與海灣阿拉伯國家合作委員會的高峰會期間，奧巴馬政府考慮指定沙烏地阿拉伯、阿拉伯聯合大公國、阿曼以及卡達為非北約盟友。
2022年6月，美國聯邦參議院外交委員會主席羅伯特·曼南德茲向委員會提交《2022年台灣政策法案》，當中包括修訂《對外援助法》，提議將台灣正式指定為主要的非北約盟友。議案仍有待參眾議院審理。